# Sean Miller
Sean Edward Miller (Ellwood City, 17 novembre 1968) è un ex cestista e allenatore di pallacanestro statunitense.

## Carriera
Con gli Stati Uniti ha disputato le Universiadi di Sheffield 1991.